# Neogovea immsi
Neogovea immsi is een hooiwagen uit de familie Neogoveidae.